# FantaRhyme
FantaRhyme（ファンタライム）は日本のダンス＆ボーカルユニット。2012年結成。元three tight bのメンバーであるH(eichi)（エイチ、本名:濱洋一）がプロデュース。福岡在住ながら関東、関西でもライブを行い全国的に注目を集めている。

## 概要
FantaRhyme が目指す音楽はデビュー当時から変わらずジャンル、スタイル別け隔てなく壁の無い楽しい音楽!だからジャンルを聞かれて も答えるのが難しい....強いて言えば J-POP。そして今も未来も Ayu と Saya が 居なければ成立しない歌詞で距離感の近いメッセージを常に届けている。
やついフェス2015〜2017出演。渋原コレクション へアーティスト枠で参加。2017年9月30日にドキュメント映画「LOCODD」が公開。

## メンバー
Ayu     (1994年10月17日-)　ダンス歴12年ヒップホップ好き。
- AVEX キラッとエンタメチャレンジコンテスト 九州代表
- SMAP 福岡公演 サポートダンサー
- モーニング娘ドリーム 福岡公演 バックダンサー

Saya（1995年11月18日-）Twitterのプロフィールでは「真剣に女優になりたい、いやなる」としている。
- [舞台]大きな虹の後で (花役)
- [映画]Scratch (シズカ役)
- LOVE FM 「トリハチファンタ」レギュラーパーソナリティー
- FantaRhyme として FBS 福岡放送「わくわく農園」テーマ及び ゲームキャラクター
- やついフェス 2015,2016,2017出演
- 2016年 AKBshortshortproject映画『9つの窓』レミューテックに出演

## ディスコグラフィー

### シングル
- DO THE STUDY  -- 2013.02.16
- 愛してないならぶっ飛ばす  -- 2013.05.05
- Jumping Time   -- 2013.07.21
- Blue Sky  -- 2013.08.21
- Eye of the Wise  -- 2014.04.04
- DAISUKI  -- 2014.06.18
- Boku-Note  -- 2014.10.29
- あいたくて  -- 2015.03.11
- One Million Times  -- 2015.08.05
- 映画の中で恋をしよう  -- 2015.08.05
- TIME MACHINE  -- 2016.03.26
- カメレオン  -- 2016.08.24
- everybody move your dance  -- 2016.12.25

### アルバム
- F POP ONE   -- 2013.12.11 - ミニアルバム
- R POP ONE  -- 2015.11.25 - ミニアルバム
- TRUST BLUE  -- 2017.11.01 - 1st Album

| 【収録曲】                          |        |                                     |
| 1. Hello(ReMaster)                  | 03’29” | 作詞 eichi 作曲 eichi 編曲 eichi    |
| 2. Walking f(ReMaster)              | 04’39” | 作詞 eichi 作曲 eichi 編曲 eichi    |
| 3. Shining Day                      | 04’00” | 作詞 Ayu&Saya 作曲 eichi 編曲 eichi |
| 4. This is love                     | 03’50” | 作詞 Ayu 作曲 eichi 編曲 eichi      |
| 5. 未来の言葉                       | 04’59” | 作詞 eichi 作曲 eichi 編曲 eichi    |
| 6. 歩く STYLE(ReMaster)             | 04’44” | 作詞 eichi 作曲 eichi 編曲 eichi    |
| 7. あいたくて(ReMaster)             | 04’49” | 作詞 eichi 作曲 eichi 編曲 eichi    |
| 8. 星                               | 04’35” | 作詞 Ayu 作曲 eichi 編曲 eichi      |
| 9. IAM                              | 04’07” | 作詞 Ayu 作曲 eichi 編曲 eichi      |
| 10. TRUST ME                        | 04’53” | 作詞 Ayu 作曲 eichi 編曲 eichi      |
| 11. しあわせなうた                  | 04’43” | 作詞 Ayu 作曲 eichi 編曲 eichi      |
| 12. One Million Times(ReMaster)     | 04’15” | 作詞 eichi 作曲 eichi 編曲 eichi    |
| 13. DAISUKI(ReMaster)               | 04’27” | 作詞 eichi 作曲 eichi 編曲 eichi    |
| 14. Blue Sky(ReMaster)              | 04’27” | 作詞 eichi 作曲 eichi 編曲 eichi    |
| 15. 笑って[with FantaRhyme Friends] | 02’06” | 作詞 eichi 作曲 eichi 編曲 eichi    |

## メディアへの出演

### テレビ
- 2015年 - LOVE FM 「トリハチファンタ」レギュラーパーソナリティー
- FBS 福岡放送「わくわく農園」テーマ及び ゲームキャラクター
- 2016年 - 未来定番曲〜Future Standard〜
- 2017年 - musicる TV

### 映画
- 2017年 - LOCO DD 日本全国どこでもアイドル[5]